# Künsbach
Künsbach ist eine Kleinsiedlung in der Teilgemarkung des Ortsteils Feßbach der Gemeinde Kupferzell im Hohenlohekreis im nordöstlichen Baden-Württemberg. Künsbach liegt nördlich von Kupferzell, die BAB 6 verläuft im Süden.

## Geschichte
Im Jahre 1289 wurde Künsbach erstmals urkundlich erwähnt. Der Ort wurde wohl von Künzelsau aus besiedelt. Abzuleiten ist der Ortsname von Kunzilo einer Koseform des Personennamens Konrad.
Folgende unterschiedliche Benennungen des Ortes sind bekannt:
- 1289 Kunzylsbach
- 1335 Küntzelspach
- 1682 Küntzelsbach

Künsbach war 1806 Amtsort des Patrimonialamtes Kupferzell und ab 1809 gehörte es zum Schultheißenamt Kupferzell. Ab 1819 gehörte der Ort zu Feßbach.
Im Rahmen der Gebietsreform schloss sich die Gemeinde Feßbach am 1. Januar 1972 mit den Gemeinden Eschental, Goggenbach, Kupferzell, Mangoldsall und Westernach zur neuen Gemeinde Kupferzell zusammen.